# .400 Cor-Bon

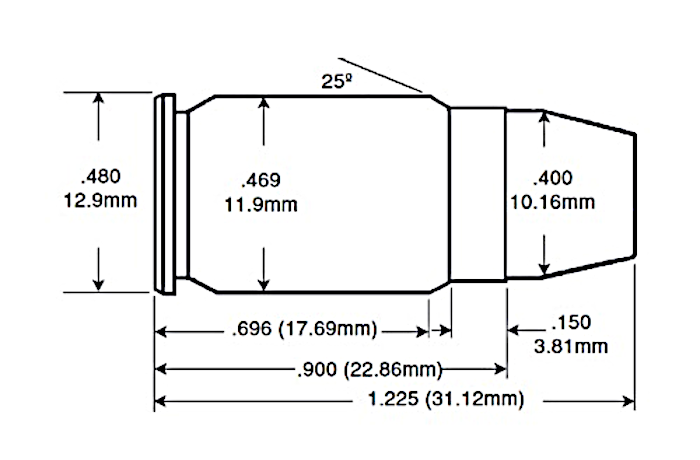
Diagrama técnico do cartucho .400 CorBon.

O .400 Corbon é um cartucho de fogo central metálico para pistolas automáticas desenvolvido pela Corbon Ammunition em 1997. Ele foi criado para imitar a balística do cartucho 10mm Auto em um formato .45 ACP. É essencialmente um estojo de .45 ACP, reduzido para o calibre .40 por intermédio de um "pescoço" a 25 graus. Seu principal mercado era o de caça com armas curtas.

## Histórico e projeto

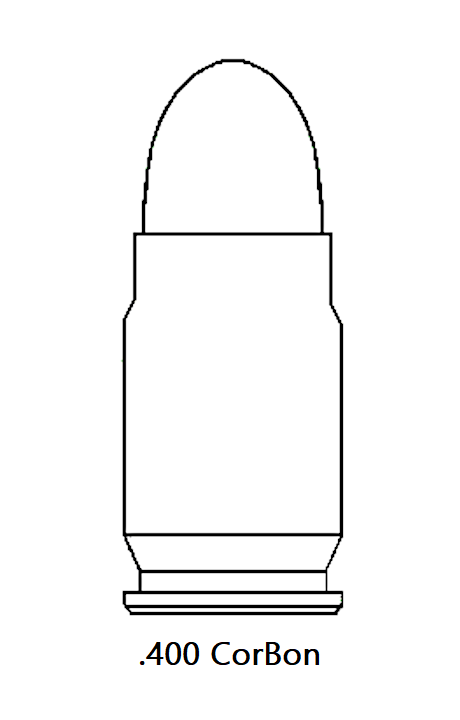
Diagrama básico do cartucho .400 CorBon.

Peter Pi, fundador da Cor-Bon e designer do cartucho, explicou sua razão para desenvolver o cartucho: "A velocidade é a chave para fazer as balas de ponta oca funcionarem. A velocidade adicionada garante que a ponta oca se abrirá mesmo se estiver conectada com material. Isso reduz o risco de penetração excessiva e permite que a ação da bala de ponta oca despeje a energia disponível no alvo".
Pi disse que queria que o .400 Corbon  fosse de fácil produção pelos adeptos da recarga manual, sendo assim, ele baseou o cartucho no onipresente .45 ACP para que um amplo suprimento de estojos estivesse prontamente disponível, deu ao "ombro"de redução um ângulo de 25 graus e adotou um "headspace" medido a partir do "ombro" e não da boca do estojo, de modo que o comprimento total não seja crítico e a bala possa sofrer uma crimpagem mais firme para evitar movimentação do projétil e obter uma queima de pólvora mais eficiente.

## Performance
De acordo com a revista Guns & Ammo,

"O desempenho está no mesmo nível dos 10 mm, mas as pressões são muito mais suaves. A munição de fábrica é carregada nos níveis do .45 +P, mas as balas mais leves tornam o recuo comparável à cargas de .45. A percepção de recuo é um pouco mais acentuada, mas ainda assim muito controlável".

Por causa de sua velocidade relativamente alta para um tiro de revólver, o .400 Corbon oferece uma trajetória muito plana, que por sua vez permite que as armas que o usam, tenham um alcance mais eficaz. Ed Sanow também sentiu que o recuo era equivalente ao de uma bala de ponta dura de 230 gr (15 g) .45 ACP. Além disso, o estojo com "pescoço" pode funcionar melhor do que um cilíndrico simples, com uma ampla variedade de formatos e tamanhos de bala e esse cartucho acabava se assentando melhor nas câmaras dos canos ("fully supported barrels").
O .400 Corbon é um cartucho versátil e útil para tiro ao alvo, competição de tiro prático, autodefesa e caça com arma de fogo de pequeno e médio porte. As cargas com as balas mais leves são adequadas para pequenos animais. Adeptos da recarga manual, trabalham com cargas seguras usando balas de 180 gr (12 g) a 1.250 pés/s (380 m/s), tornando-se uma bala adequada para caçar alguns animais médios em distâncias curtas.